# Nelli Ferjabnikova
Nelli Vasil'evna Bil'majer, coniugata Ferjabnikova (in russo Нелли Васильевна Бильмайер-Ферябникова?; Vorkuta, 14 maggio 1949), è un'ex cestista e allenatrice di pallacanestro sovietica.

## Carriera
Con l'Unione Sovietica ha disputato due edizioni dei Giochi olimpici (Montréal 1976, Mosca 1980), due dei Campionati mondiali (1971, 1975) e cinque dei Campionati europei (1970, 1972, 1974, 1976, 1978).